# Кизилярово (Архангельський район)
Кизиля́рово (рос. Кызылярово, башк. Ҡыҙылъяр) — присілок у складі Архангельського району Башкортостану, Росія. Входить до складу Абзановської сільської ради.
Населення — 127 осіб (2010; 127 в 2002).
Національний склад:
- башкири — 93 %